# Biserica unitariană din Ocland
Biserica unitariană din Ocland, inițial romano-catolică, este un monument istoric și de arhitectură din Ocland, județul Harghita.
Partea cea mai veche a lăcașului datează din secolul al XIII-lea și a fost construită în stil romanic. Frescele medievale au fost parțial distruse și acoperite cu ocazia Reformei Protestante și redescoperite în secolul XXI.
Actualul zid de incintă datează din anul 1750, când a fost realizată probabil și supraînălțarea turnului bisericii.

## Galerie de imagini

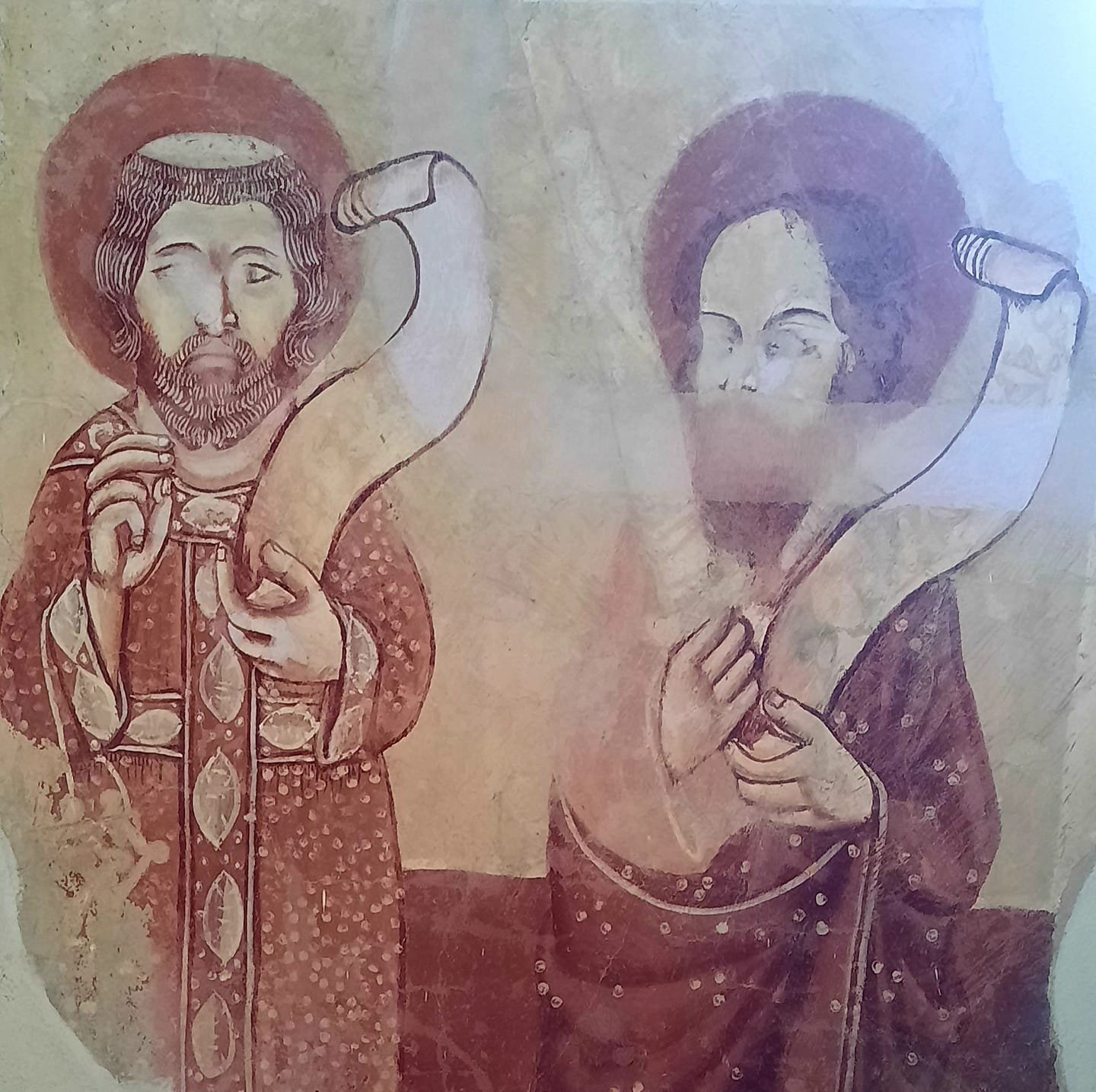
Sfinții Petru și Pavel, frescă medievală
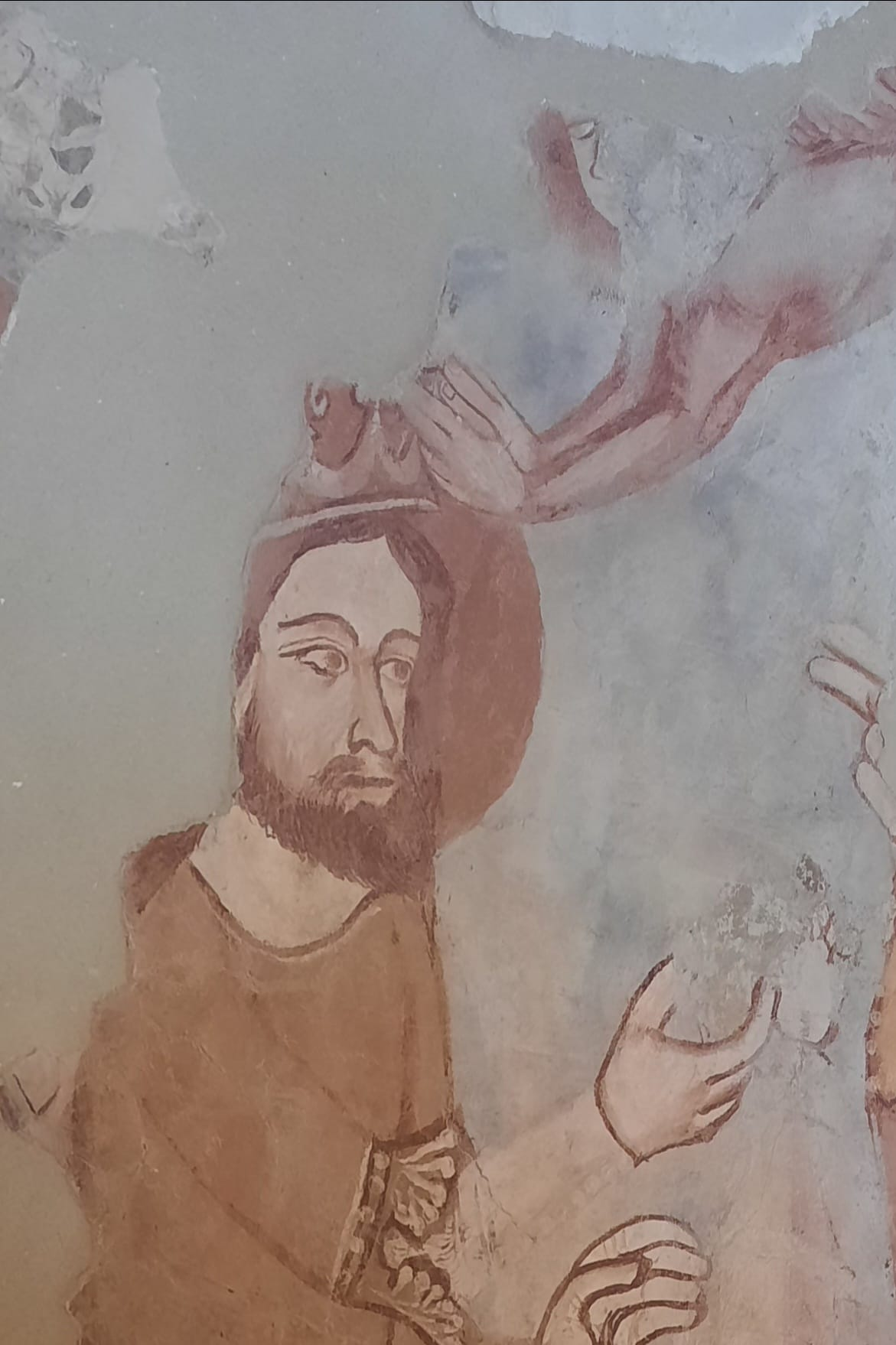
Sfântul Ladislau, frescă medievală
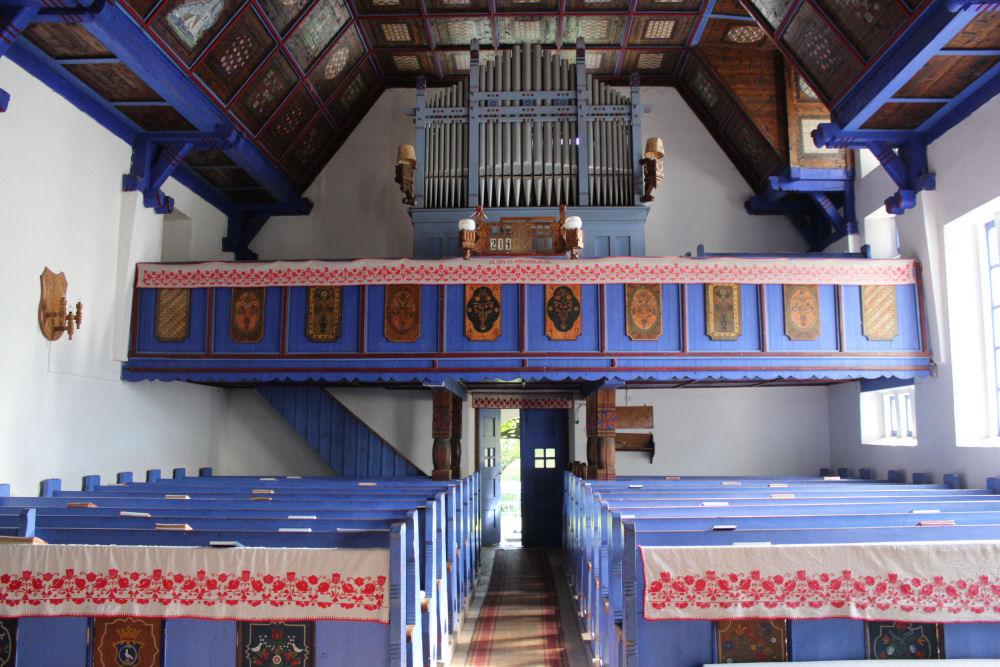
Orga
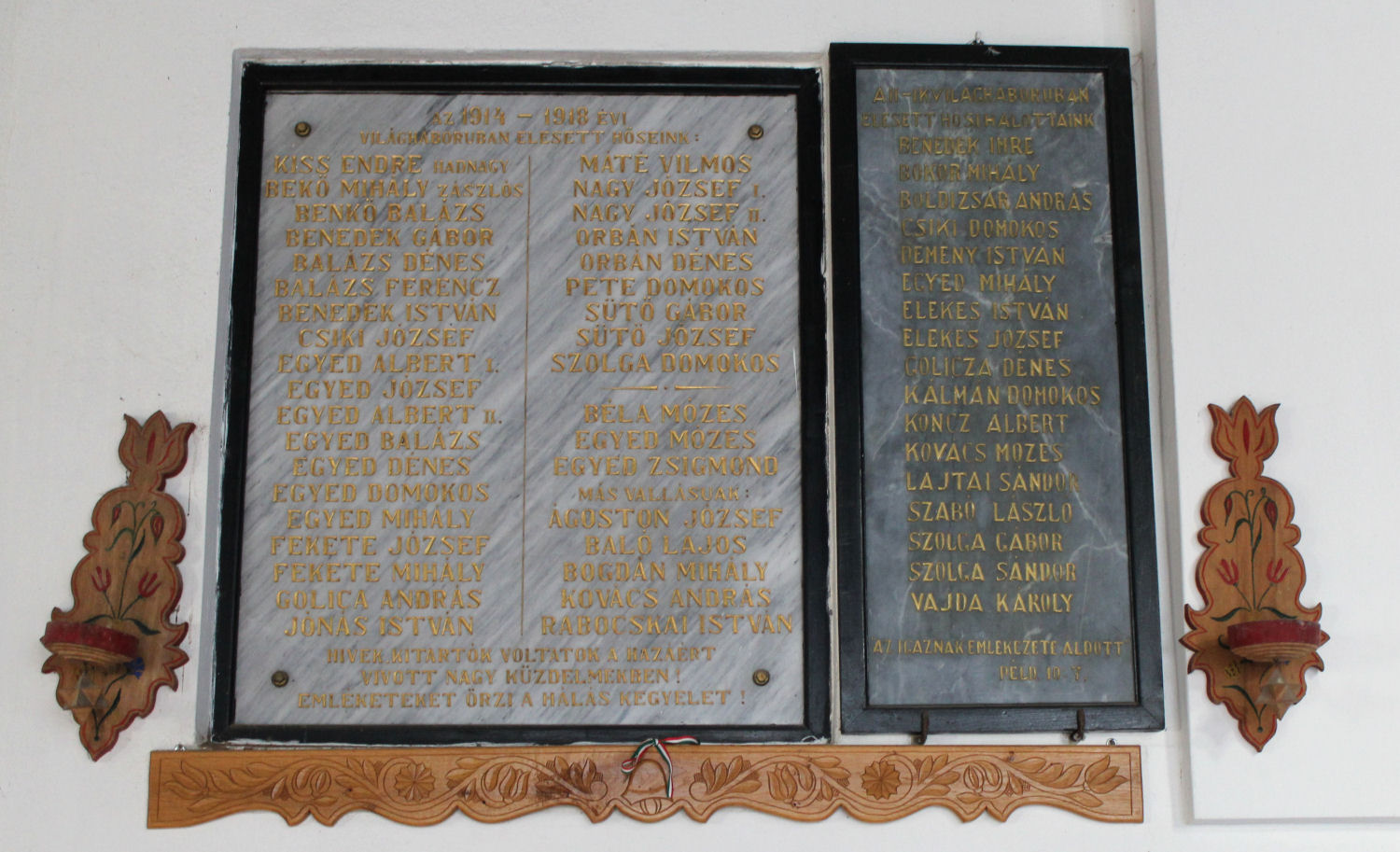
Placă memorială pentru fiii satului căzuți în primul război mondial